# Laringectomia
A laringectomia é uma cirurgia para que seja removida totalmente ou parte da laringe. Entre as causas que podem conduzir a laringectomia encontra-se o cancro ou cancer das cordas vocais. Doença frequente entre fumadores ativos e passivos. Uma vez que as cordas vocais controlam a entrada de ar nos pulmões, quando removidas há necessidade de desviar a traqueia para uma abertura no pescoço feita durante a remoção. As pessoas com laringectomia perdem a capacidade de falar da forma habitual. No entanto, é possível aprender a falar com voz chamada esofagiana ou utilizar uma eletrolaringe. 